# Typhlodromus neyshabouris
Typhlodromus neyshabouris är en spindeldjursart som först beskrevs av Denmark och Maryam I. Daneshvar 1982.  Typhlodromus neyshabouris ingår i släktet Typhlodromus och familjen Phytoseiidae. Inga underarter finns listade i Catalogue of Life.